# Heure de Dublin
L’heure de Dublin est un fuseau horaire ayant existé en Irlande de 1880 à 1916.

## Historique
Appelé Dublin Mean Time, il correspondait à une approximation de l'heure solaire moyenne de Dublin, en retard de 25 min 21 s par rapport à GMT et était fixé à GMT-0:25.
Il est introduit par la loi de 1880 portant sur les statuts de la définition du temps. Il est abandonné en 1916 au profit de GMT.